# Regenkönigin

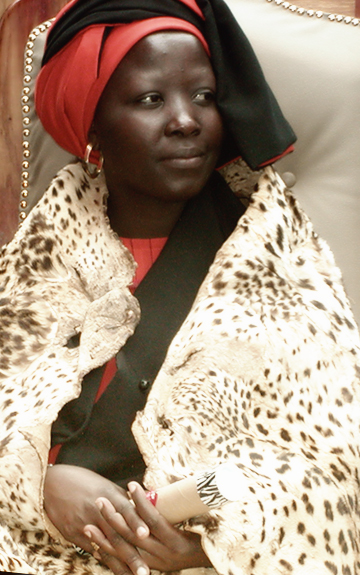
Königin Makobo (Modjadji VI.) während der Krönungszeremonie im königlichen Haus in Limpopo, April 2003

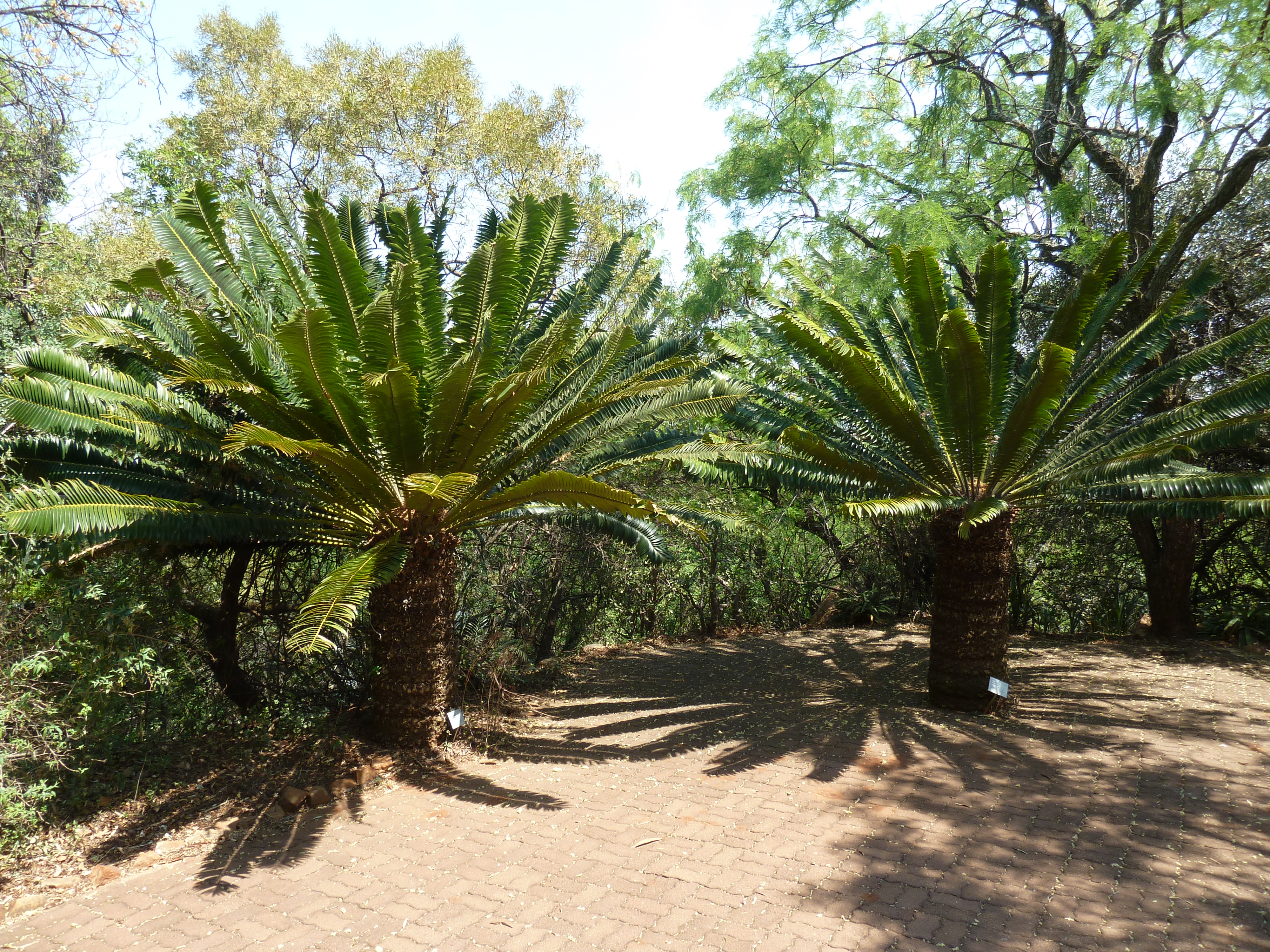
Encephalartos transvenosus, eine Art aus der Gattung der Brotpalmfarne, die auch als Modjadjis Palme bezeichnet wird, wird von den Balobedu verehrt. Durch sie soll die Regenkönigin ihre magischen Kräfte verstärken, andererseits sollen die Königinnen den bis zu 12 Meter hohen Baum seit Jahrhunderten beschützen. Tatsache ist: Ein in der Nähe des Königinnensitzes gelegenes Wäldchen enthält den größten Bestand dieser Zykadazeen weltweit. 1985 wurde das rund fünf Quadratkilometer große Modjadji Nature Reserve (auch: Modjadji Cycad Reserve) eingerichtet, um diesen Wald zu schützen.

Die Regenkönigin ist die als Modjadji („die Frau, die der Sonne gehört“) bezeichnete Herrscherin des Balobedu-Stammes (auch Lobedu-Volk genannt), der zur Nord-Sotho-Sprachgruppe in der südafrikanischen Provinz Limpopo gehört und in der Gegend um Modjadjiskloof nördlich von Tzaneen lebt. Der Titel wird matrilinear nur an Töchter weitergegeben. Die Königin soll über regenverursachende Kräfte verfügen, die sie jeweils an ihre Nachfolgerin weitergibt.

## Herkunft (Legende)
Die Herrschaftsfamilie selbst gibt an, aus Ägypten zu stammen. Anthropologen sehen den Ursprung der Familie im 16. Jahrhundert in Simbabwe. Der Legende nach besiedelten die Balobedu ihr heutiges Stammesgebiet vor rund 400 Jahren, nachdem Prinzessin Dzugundini mit ihren Anhängern das vorkoloniale Munhumutapa-Königreich im Südosten Simbabwes verlassen mussten. Grund: die Prinzessin erwartete ein Kind aus einer Beziehung mit ihrem Bruder. Der Königstochter wurden von ihrer Mutter verschiedene Artefakte zum Regenmachen mitgegeben – farbige Perlen und Teile eines rituellen Speers.
Nach anderer Quelle soll der König selbst eine inzestuöse Beziehung zu seiner Tochter gehabt haben und ihr bei ihrem erzwungenen Weggang ein magisches Horn übergeben haben. Nach einer weiteren Version stahl die Prinzessin dem Vater die regenmachenden Artefakte. Beginnend mit dem etwa um 1600 geborenen Makalipe, dem Sohn der vertriebenen Prinzessin, regierten in den folgenden zwei Jahrhunderten sechs Könige den Stamm.

## Die Königinnen
Nachdem der letzte König der Balobedu, Mokoto (auch: Mugodo), um das Jahr 1800 starb, wurde seine Tochter, Modjadji, als erste Frau Königin des Stammes. Sie soll auch seine Ehefrau gewesen sein. Sie regierte 54 Jahre; nach ihrem Tod wurde ihre Tochter Masalanabo Nachfolgerin. 1896 wurde Khesetoane dritte Königin der Balobedu. Deren Tochter Makoma wurde 1959 Regenkönigin, und 1981 Mokope. Mokopes zweitgeborene Tochter Makheala wurde von der Mutter als Nachfolgerin bestimmt. Makheala starb aber 2001 – kurz vor der Mutter – und konnte das Amt somit nicht antreten.
Im Jahr 2003 wurde Makhealas Tochter, Makobo, zur bislang jüngsten Königin des Stammes gekrönt. Dabei hängte ihr ein König der Venda das traditionelle Leopardenfell um. Nach ihrem krankheitsbedingten Tod am 12. Juni 2005 blieb der Thron unbesetzt. (Die offizielle Todesangabe lautete chronische Meningitis; das behandelnde Krankenhaus verwies auf AIDS. Als weitere Todesursache wird in Gerüchten eine Vergiftung Makobos wegen ihres traditionsbrechenden Lebenswandels genannt.) Makobos 2005 geborene Tochter Masalanabo wird wahrscheinlich mit Erreichen des 22. Lebensjahres zur siebten Königin des Stammes gekrönt werden. Bis dahin wird der Stamm von Regenten geführt.
Die bisherigen Königinnen waren:
- 1800–1854: Maselekwane (Modjadji I.)
- 1854–1895: Masalanabo (Modjadji II.)
- 1896–1959: Khesetoane (Modjadji III.)
- 1959–1980: Makoma (Modjadji IV.)
- 1981–2001: Mokope (Modjadji V.)
- 2003–2005: Makobo (Modjadji VI.)

## Regenzeremonie
Die wichtigste Veranstaltung des Stammes ist die jährlich im Oktober abgehaltene Regenzeremonie zum Frühjahrsbeginn. Die Feier wird von der Königin bzw. bei deren Nichtanwesenheit von dem Regenten geleitet. Im Mittelpunkt steht eine heilige Kuh (Makhubo). Die ausgewählte Kuh wird mit Bier bespritzt und von den Teilnehmern mit Tänzen gefeiert.

## Bedeutung und Würdigung
Die Regenkönigin gehört zu einer Gruppe regionaler Herrscher, denen Sonderrechte in der Verfassung Südafrikas garantiert wurden. Sie ist die einzige weibliche Stammesführerin. Sie erhält eine geringe finanzielle Zuwendung von der Regierung, ist in die Lokalpolitik eingebunden und wird als Vertreterin ihres Stammes gesehen. Der Königin unterstehen theoretisch acht Häuptlinge (Führer der Häuptlingschaften, häufig Frauen) und 300 Matona (Anführer), die eines oder mehrere Dörfer betreuen. Die Modjadjis dürfen gemäß den traditionellen Regeln nicht heiraten, ihnen dürfen aber von einem Ratsgremium ausgewählte Lebens- und Sexualpartner zugeführt werden, mit denen sie Kinder zeugen können.
Da sie in der Region sehr beliebt ist und der Glauben an ihre Zauberkraft in der Vergangenheit weit verbreitet war, wurde und wird sie von Politikern des Landes respektvoll behandelt. So soll bereits Shaka, der mächtige König der Zulu, ein freundschaftliches Verhältnis zu ihr gepflegt haben. Auch die Swasi unterwarfen ihren Stamm nicht. Frederik Willem de Klerk schätzte den Umgang mit ihr. Nelson Mandela hatte engeren Kontakt mit Modjadji V.; er suchte ihre Unterstützung für seine Präsidentschaftskampagne im Jahr 1994 und finanzierte ein Auslandsstudium für Modjadji VI. Präsident Thabo Mbeki würdigte die verstorbene Modjadji VI. als Symbol der Hoffnung und Einheit der Provinz und des ganzen Landes.
Die südafrikanische Marine benannte 2006 ein von den Kieler Howaldtswerken gebautes U-Boot nach der Regenkönigin: die SAS Queen Modjadji (S 103) wird im Indischen Ozean im Patrouillendienst eingesetzt. Modjadji II. (Masalanabo) soll Inspiration für den 1887 erschienenen Roman She: A History of Adventure von Henry Rider Haggard gewesen sein.
2016 wurde die Regenkönigin von der südafrikanischen Regierung gemäß dem Traditional Leadership and Governance Framework Act offiziell als Königin anerkannt.